# 카비리아

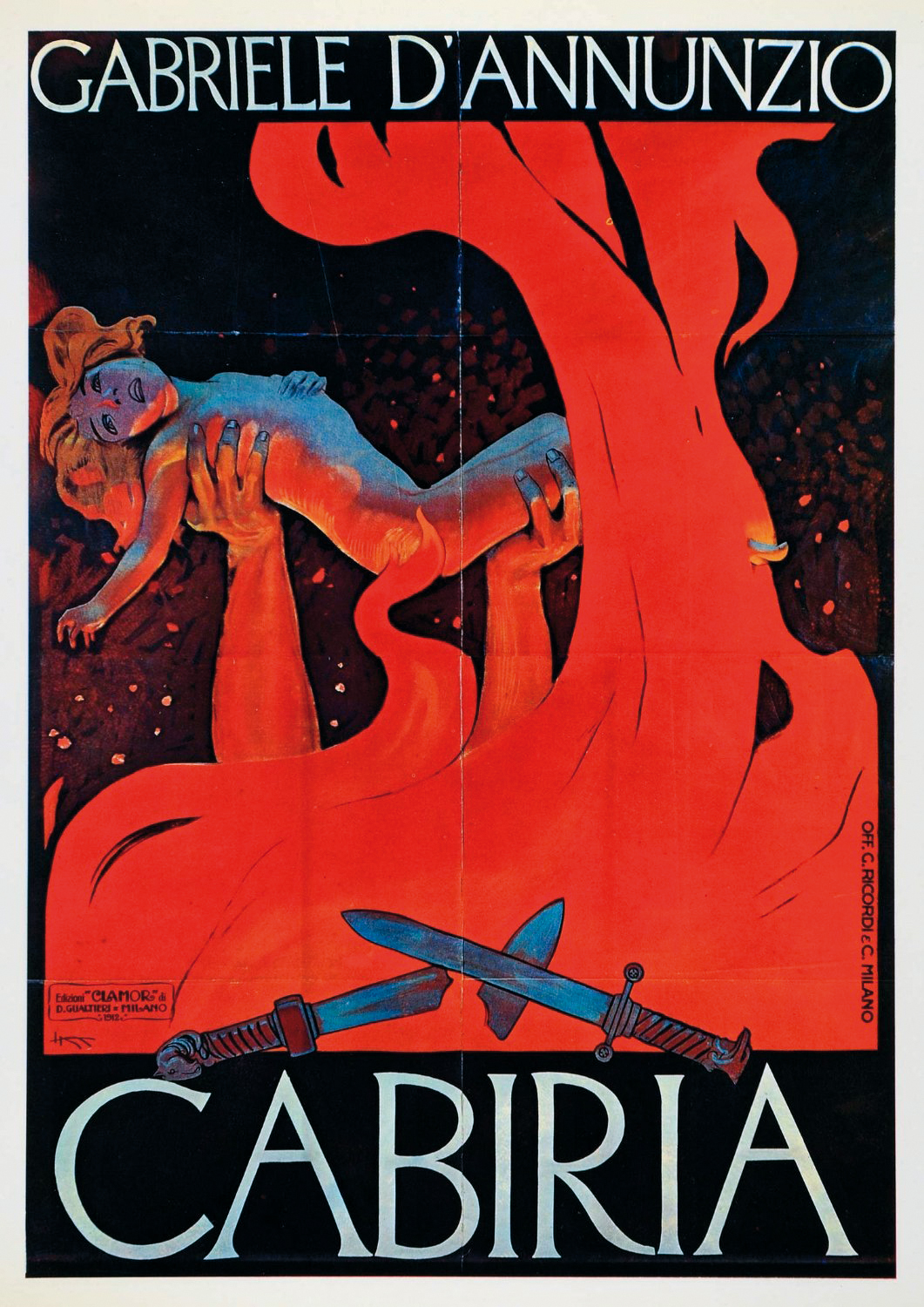

카비리아(Cabiria)는 조반니 파스트로네 감독의 1914년 이탈리아 서사 무성 영화이다. 토리노에 촬영되었다. 배경은 제2차 포에니 전쟁 (218–202 BC) 기간 중 고대 시칠리아, 카르타고, 시르타이다.
스토리의 역사적 배경과 등장인물은 티투스 리비우스의 Ab Urbe Condita(기원전 27~25경)에서 가져왔다. 카비리아의 대본은 부분적으로 귀스타브 플로베르의 1862년 소설 살람보(Salammbo)와 에밀리오 살가리의 1908년 소설 Cartagine in fiamme에 기반을 둔다. 백악관에서 상영된 첫 영화이다.

## 참고 자료
- Kinnard, Roy; Crnkovich, Tony (2017). 《Italian Sword and Sandal Films, 1908-1990》. McFarland. ISBN 978-1476662916.